# Anaulacomera denticauda
Anaulacomera denticauda är en insektsart som beskrevs av Henri Saussure och Francois Jules Pictet de la Rive 1897. Anaulacomera denticauda ingår i släktet Anaulacomera och familjen vårtbitare. Inga underarter finns listade i Catalogue of Life.